# Charon Robin Ganellin
Charon Robin Ganellin (Londres, 25 de janeiro de 1934) é um químico medicinal britânico.